# 中国人民解放军文化艺术中心文艺部
中国人民解放军文化艺术中心文艺部，是中国人民解放军文化艺术团体，隶属中国人民解放军文化艺术中心。

## 沿革
中国革命军队中的文艺团体历史悠久。第一次国共合作时期，1925年1月18日，黄埔军校“血花”剧社成立，宗旨是“将革命的艺术来改造社会”，用革命艺术实现孙中山提出的“唤起民众”，提倡“艺术可以改造社会，艺术可以美化人生”。“血花”剧社隶属黄埔军校政治部，实际领导人是政治部主任周恩来，日常事务工作由剧社总务主任、中共党员李之龙负责，陈赓也在该剧社十分活跃。
中国共产党领导下的部队文工团诞生于第一次国共内战期间。1929年12月，《古田会议决议》要求在红军大队（相当于营）士兵委员会内设俱乐部，军队政治宣传科设艺术股，出版石印或者油印画报，并且从各部队中挑选文艺积极分子组成宣传队。1929年古田会议后，中国工农红军各部队从士兵中挑选人员组成宣传队。1931年中国工农红军中央军事政治学校成立“八一剧团”，成为中国共产党军队中首个以艺术活动为主的专业性艺术团体。此后，红军各军团、方面军陆续成立文艺团体。1933年春节期间，由红军将士同台演出的四幕话剧《庐山之雪》是中共军队历史上首部有据可查的原创红色戏剧，表现中央红军取得第三次反围剿胜利，打进南昌城，即将杀上庐山活捉蒋介石的故事，红一军团保卫局长罗瑞卿任总导演并饰蒋介石，红一军团军团长林彪饰红军司令员，红一军团政委聂荣臻饰红军政委，红一军团政治部主任罗荣桓饰红军政治部主任。第一次国共内战时期，中共军队文艺团体通常称剧社、剧团、宣传队等。抗日战争时期和第二次国共内战时期，中共军队文艺团体又有很大发展，通常称剧社、文艺工作团（简称文工团）、宣传队等。
抗日战争时期，1938年，八路军总部炮兵团在山西成立，并同时组建炮兵团宣传队，又称“怒吼剧社”。1944年11月，遵照中共中央军委命令，以八路军炮兵团为基础，在延安南泥湾成立中共军队历史上第一所兵种院校——延安炮校，同时成立炮校宣传队，对外仍称“怒吼剧社”。1945年抗日战争胜利后，延安炮校奉命开赴中国东北。1946年初，在怒吼剧社的基础上，在吉林通化正式组建炮校文工团。一年后，东北民主联军成立炮兵司令部，与炮校机关为一个机构两块牌子，炮校文工团同时也是炮兵文工团。1948年1月改称中国人民解放军东北野战军炮兵纵队文工团。辽沈战役结束后，改称中国人民解放军第四野战军特种兵文工团（简称四野特种兵文工团）。
中华人民共和国成立后，1950年底，中国人民解放军各野战军（大军区）、兵团、军（包括部分省军区）和各特种兵及部分院校都设有文工团，不少团级部队也有宣传队。据统计，当时全军共有专业文艺单位300余个，文工团（队）员6.4万多人。1951年起，全军文工团、队，除中国人民志愿军外的调整、精简、整编工作开始，原则是逐步减少数量，提高质量。1953年，总政治部提出全军各大单位要“建立以歌舞为主有专业分工的综合性的文工团”；军、师文工团、队要实现“一专多能”。遵照该要求，各大军区、军兵种普遍建立了专业歌舞团或者以歌舞为主的综合性文工团。
1951年5月，中央人民政府人民革命军事委员会总政治部文艺工作团（简称军委总政文工团，1954年改称中国人民解放军总政治部文艺工作团，简称总政文工团）成立。总政文工团由四野特种兵文工团与华北军政大学文工团、装甲兵政治部文工团合并组建。人员主要来自四野特种兵文工团、华北军政大学文工团、装甲兵政治部文工团（原为第一野战军第二兵团文工团）、军委工程兵学校文工团、第四高级步兵学校文工团（原抗大总校文工团）、西南军区政治部战斗文工团（原八路军一二零师战斗剧社）、总高级步兵学校文工团（原新四军雪枫剧社）、总后勤部文工团等单位。建团方针是“要建成一个全军专业的、示范的、正规的、代表全军的文工团”，该方针由总政治部文化部部长陈沂提出，第一届全军宣教文化工作会议上通过，经总政治部主任罗荣桓同意，报周恩来批准。团部下辖研究室、戏剧队、乐队、舞蹈队（以后又合并称歌舞剧队）、演出股。同期，各军区、军兵种陆续成立或调整了文艺工作团（简称文工团）。1952年，总政治部计划仿效苏联体制，将全国有影响的剧种集中成立“中国大剧院”，在总政文工团原有的歌剧队和舞剧队的基础上，再增加一个京剧队、一个评剧队和一个越剧队。1952年6月，总政文工团副团长史行、剧作家黄宗江和总政歌舞团的兰茜南下上海，确定以玉兰剧团作为组建越剧队的基础，随后胡野檎任越剧队队长。总政文工团成立初期，下设戏剧队（1953年5月改称话剧团）、歌舞队（1953年5月改称歌舞团）、评剧团、越剧团、京剧团、曲艺杂技团。1955年，总政治部文化部决定将总政文工团京剧团和西南军区京剧院移交中华人民共和国文化部，1955年11月7日合并成立中国京剧院第四团。1954年将广州军区歌剧团调入总政文工团，为歌舞团的歌剧团，经过充实扩建于1956年9月22日正式成立为总政文工团歌剧团，建团后合并了总政歌舞团的歌舞剧研究室。后经调整，1960年代初总政文工团仅保留歌舞团、歌剧团、话剧团。同期，海军、空军政治部文工团分别一分为二成歌舞团和话剧团；各大军区政治部文工团也拆分为歌舞团和话剧团，有的还有杂技团等。
文革爆发后，1966年12月总政文工团解散歌舞团等部门。1969年9月4日，根据军委办事组公布军队文工团精简方案，除各大军区、海军、空军、铁道兵、工程兵、第二炮兵、各军区空军、海军舰队编制文工团外，其余文工团、队一律撤销。精简后各文工团一律改称宣传队，如总政文工团改称中国人民解放军总政治部宣传队（简称总政宣传队）。原各文工团内部的团、队也按部队编制改名。例如1970年4月，恢复成立总政宣传队二中队（后改歌舞队）。 1975年5月，根据中共中央军委通知，各专业宣传队陆续恢复文工团及歌舞团、话剧团的名称等。1978年7月，总政文工团恢复歌舞团。1980年12月，总政文工团建制撤销，下属各团分别独立为中国人民解放军总政治部歌舞团（简称总政歌舞团）、中国人民解放军总政治部歌剧团（简称总政歌剧团）、中国人民解放军总政治部话剧团（简称总政话剧团）。中国剧院是总政歌舞团下辖的演出场地。
在深化国防和军队改革中，2016年3月，中国人民解放军总政歌舞团正式摘牌，更名为中国人民解放军歌舞团。又称中央军委政治工作部歌舞团。歌舞团隶属新组建的中央军委政治工作部。同时，总政歌剧团、总政话剧团分别更名中央军委政治工作部歌剧团、中央军委政治工作部话剧团。
2018年，在深化国防和军队改革中，原八一电影制片厂、原总政歌舞团、原总政歌剧团、原总政话剧团、原总政军乐团合并成立中国人民解放军文化艺术中心。其中，原总政歌舞团、原总政歌剧团、原总政话剧团、原总政军乐团合并为中国人民解放军文化艺术中心文艺部。
2018年9月10日，根据中央军事委员会整编命令，陆军政治工作部文工团、海军政治工作部文工团、空军政治工作部文工团、火箭军政治工作部文工团、武警政治工作部文工团、东部战区陆军前线文工团、南部战区陆军文工团、西部战区陆军战旗文工团、北部战区陆军前卫文工团、内蒙古军区政治工作部文工团建制撤销，除少数人员分流至中国人民解放军文化艺术中心文艺部外，上述各文工团所属现役军人全部退役、文职人员全部解聘。改革后，解放军仅保留解放军文化艺术中心文艺部、西藏军区政治工作部文工团、新疆军区政治工作部文工团3个文工团。

## 历任领导

### 总政文工团
总政文工团
| 团长 - 陈其通（1951年—？） - 张金辉 大校（1959年—文革初期） 副团长 - 史行（1951年—？） - 蓝马（1951年—？） - 傅铎（？—？） - 董小吾（1952年—？，第一副团长） - 朱丹西 大校（1957年—1970年） - 魏风（？—？） | 政治委员 - 张金辉 大校（1959年—文革初期） 副政治委员 - 魏风（？—？） |

总政文工团歌舞团（1953年5月—1966年12月）

| 团长 - 董小吾（1954年4月—1955年2月，总政文工团第一副团长兼） - 胡果刚（1955年4月—1956年8月，代行团长职务） - 胡果刚（1956年8月—1959年9月） - 时乐濛（1959年9月—1964年7月） - 魏风（1964年7月—1966年1月） - 胡果刚（1966年1月—1966年12月） | 政治委员 - 魏风（1953年—？） |

总政文工团歌剧团（1956年—？）

| 团长 - 丁毅（？—？） | 政治委员 |

总政文工团话剧团（1953年5月—？）

| 团长 - 蓝马（1951年—1953年，总政文工团副团长兼戏剧队队长） - 史行（1953年—？，总政文工团副团长兼） - 傅铎（？—？，总政文工团副团长兼） | 政治委员 - 夏洪（1953年—？） - 李蒙（？—？） - 王胜华（？—？） |

### 总政宣传队
总政宣传队
- ？（？—？，队长）

总政宣传队二中队、歌舞队（1970年4月—1978年7月）
- 朱东林（1970年4月—1978年7月，队长）
- 胡果刚（1975年5月—1978年7月，第一队长）

### 总政文工团
总政文工团
| 团长 - 魏风（？—？） 副团长 - 丁毅（？—？） | 政治委员 - 陈少凡（？—？） |

总政文工团歌舞团（1978年7月—1980年12月）

| 团长 - 吴因（1978年10月—1980年12月） | 政治委员 |

总政文工团歌剧团（1978年7月—1980年12月）

| 团长 - 田川（？—？） | 政治委员 - 刘进（？—？） |

总政文工团话剧团（1978年7月—1980年12月）

| 团长 - 李吟谱（？—？） | 政治委员 - 白云亭（？—？） |

### 中央军委政治工作部歌舞团
总政歌舞团（1980年12月—2016年3月）

| 团长 - 邓斌（1980年12月—1983年3月） - 傅庚辰 大校（1983年3月—1989年3月） - 孙加保 大校（1989年3月—1990年5月，代理；1990年5月—1993年9月） - 瞿琮 大校（1993年9月—1996年8月） - 左青 大校（1996年8月—1997年6月，代理；1997年6月—2003年7月） - 张继钢 大校（2003年7月—2006年11月） - 印青 大校（2006年11月—2008年12月） - 彭丽媛 大校（2008年12月—2012年4月） - 张千一 大校（2012年6月—2015年） - 李玉宁 大校（2015年—2016年3月） | 政治委员 - 乔佩娟 大校（1983年—1989年） - 申万胜 大校（？—？） - 施盈富 大校（？—？） - 马福德 大校（？—2004年） - 张强 大校（？—？） - 王玉祥 大校（？—？） - 张方军 大校（2011年—2015年3月） - 刘景智 大校（2015年3月—2016年3月） |

中央军委政治工作部歌舞团（2016年3月—2018年）

| 团长 - 李玉宁（2016年3月—2018年） | 政治委员 - 刘景智（2016年3月—2018年） |

### 中央军委政治工作部歌剧团
总政歌剧团（1980年12月—2016年1月）

| 团长 - 田川（？—？） - 张启舜（？—？） - 王云之（？—？） - 陈奎及 大校（？—？） - 王祖皆 大校（？—2004年） - 林达信 大校（？—？） - 黄定山 大校（？—2016年1月） | 政治委员 - 刘进（？—？） - 钱宝臣（？—1994年） - 马福德 少将（？—？） - 刘文祥 大校（？—？） - 王慧敏 大校（？—？） - 汪质坚 大校（？—2016年1月） |

中央军委政治工作部歌剧团（2016年1月—2018年）

| 团长 - 黄定山 大校（2016年1月—？） | 政治委员 - 汪质坚 大校（2016年1月—？） |

### 中央军委政治工作部话剧团
总政话剧团（1980年12月—2016年1月）

| 团长 - 李吟谱（？—？） - 所云平（1983年—？） - 郑邦玉 大校（？—？） - 郑振环 大校（？—1998年） - 林达信 大校（1998年—2000年） - 吴然（？—？，代理） - 孟冰 大校（？—2012年） - 王宏 大校（2012年—2016年1月） | 政治委员 - 袁志光（1980年—？） - 邱贤昌 大校（1985年—？） - 施盈富 大校（？—？） - 金泗泉 大校（？—？） - ？大校（？—？） - 孔令义 大校（？—2010年） - 许家明 大校（？—？） - 刘福章 大校（？—2016年1月） |

中央军委政治工作部话剧团（2016年1月—2018年）

| 团长 - 王宏 大校（2016年1月—？） | 政治委员 - 刘福章 大校（2016年1月—？） |

### 中国人民解放军文化艺术中心文艺部
| 主任 - 杨笑阳（2018年—） | 政治委员 - 孙家涛（2018年—） |

## 代表艺术家

### 原总政歌舞团
李双江、克里木、彭丽媛、董文华、阎维文、郁钧剑、程志、毛阿敏、马子玉、王秀芬、熊卿材、梦鸽、宋立忠、王宏伟、蔡国庆、冯桂荣、杨九红、白雪、黄宏、马永木、王中孚、刘敏、陈敏、王霞、刘小娜、左青、祖海、谭晶、雷佳、王丽达、吴娜、索朗旺姆、王庆爽、郭玲、周晓琳、钟丽燕、张继钢、周桂新、董贞琼、沈培艺、李清明、曾民信、李延、尹卓林、黄启成、邱辉、刘和平、毕启亮、宋立、樊跃、沙晓岚

### 原总政歌剧团
丁毅、田川、任萍、黄庆和、罗宗贤、张启舜、王云之、陈奎及、王祖皆、张越男、张元方、韦明、刘平人、吴坚、张海伦、杨洪基、张积民、王静、秦鲁锋、孙丽英、程桂兰、潘淑珍、戴玉强、冯柏铭、张千一、胡宗琪、陈淑敏、黄华丽、周芳、冯瑞丽、于爽

### 原总政话剧团
陈其通、傅铎、所云平、马融、郑振环、刘星、王朝柱、燕燕、王海鸰、丁里、李吟谱、鲁威、王寅申、李维新、曲直、王寿仁、汪遵熹、宫晓东、蓝马、李壬林、梁玉儒、李雪红、白惠文、今欣、邓敬苏、黄凯、刘一民、郑重、冯光辉、周琦、杨角、邢志贤、郑春培、宗淑英、林中华、白尔纯、陈惠良、郑邦玉、李保义、林达信、吴然、张梦棣、乔琛、魏积安、翟万臣、车予正、李文启、穆怀虎、王丽云、郭达、马洪鹰、牟云、刘继宏、程晓玲、冀晓秋、林梦松、于国桢、赵鹤仙、孟宪成、陈文昂、杨俊峰、林波、黄冠余、孙东风、冬戈、郭筠、刘季云、陈立中、朱子铮、高保成、孟冰、王宏、林默予、周刍、王晓棠、里坡、袁玫、赵恒多、龚雪、刘劲、孙涛、李宝群、肖力、梅丽萍、潘军、薛勇、徐晓青、秦方、刘大为、郭笑、柳扬